# Maszawera (wieś)
Maszawera (gruz. მაშავერა) – wieś w Gruzji, w regionie Dolna Kartlia, w gminie Dmanisi, nad rzeką o tej samej nazwie. W 2014 roku liczyła 649 mieszkańców.